# Edinburgh Bicycle Co-operative
Edinburgh Bicycle Co-operative (pol. Edynburska Kooperatywa Rowerowa) – sklep rowerowy o charakterze detalicznym z trzema punktami stacjonarnymi w całej Szkocji i dwoma sklepami w Anglii Północnej oraz sklepem internetowym prowadzącym sprzedaż na całym świecie. Przedsiębiorstwo jest najdłużej działającą spółdzielnią pracowniczą w Szkocji, która pierwotnie powstała jako serwis naprawczy rowerów w Edynburgu w 1977.
W ostatnich latach spółdzielnia urosła do rangi prawdopodobnie dominującego detalisty rowerowego w Szkocji, z największymi sklepami rowerowymi w każdym z miast. Oferują produkty wielu wiodących marek, w tym Specialized, Whyte, Brompton, Kalkhoff, Frog i Giant.

## Sklepy stacjonarne

### Bruntsfield
Najdłużej istniejącym sklepem kolektywu jest sklep rowerowy Bruntsfield: znajduje się on w wiktoriańskim budynku przy Whitehouse Loan, otoczonym przez The Meadows Cyclepath i z widokiem na Bruntsfield Links. Od momentu otwarcia w 1979, sklep zyskał na wielkości i reputacji, zdobywając nagrodę Best Bike Shop in the UK Award w 2017 od magazynu Cycling Weekly. Oprócz kompleksowej oferty detalicznej rowerów, akcesoriów, odzieży i komponentów, sklep Bruntsfield oferuje również naprawy i serwisowanie rowerów.

### Canonmills
Sklep Canonmills w Edynburgu znajduje się na Rodney Street od 2013 roku, wcześniej handlował jako City Cycles, a następnie The Bike Chain. Poza ofertą detaliczną rowerów, akcesoriów, odzieży i komponentów, sklep Canonmills oferuje również naprawy i serwisowanie rowerów.

### Aberdeen
Sklep w Aberdeen przy George Street był najwyżej ocenianym sklepem rowerowym w Aberdeen przez Cycling Weekly w 2017. Działający od 2002 jako część kooperatywy, wcześniej nazywany Cycling World. Pełny serwis i naprawy rowerów są oferowane wraz z ofertą detaliczną rowerów, odzieży, komponentów i akcesoriów.

### Leeds
W Chapel Allerton, tuż za Kiwk Fit, znajduje się sklep Leeds. W 2017 został uznany za najlepszy sklep rowerowy w Yorkshire przez Cycling Weekly. Sklep rowerowy w Leeds oferuje pełny serwis i naprawy rowerów, a także ofertę detaliczną obejmującą rowery, komponenty, akcesoria i odzież.

### Newcastle
Jako część kolektywu od 2003, sklep w Newcastle handlował pod nazwą Hardisty Cycles. W 2017 roku sklep Newcastle został uznany przez Cycling Weekly za Best Bike Shop na Północnym Wschodzie. Oprócz sprzedaży szerokiej gamy rowerów, komponentów, odzieży i akcesoriów sklep Newcastle oferuje również serwis i naprawy rowerów.

## Sklep online
Oprócz pięciu oddziałów, Edinburgh Bicycle prowadzi również sklep internetowy. Strona internetowa pozwala klientom na zakup szerokiej gamy rowerów, komponentów, akcesoriów i odzieży, które mogą być dostarczane do odbioru w sklepie lub bezpośrednio do klienta. Dostępna jest również dostawa międzynarodowa.

## Rowery
Kooperatyw sprzedaje szereg rowerów, w tym rowery elektryczne i elektryczne rowery towarowe. Wiele z tych rowerów jest dostępnych do próbnego użytku.

### Rowery szosowe
Zarówno w sklepie, jak i w Internecie, ich oferta obejmuje rowery szosowe typu cross-gravel, wytrzymałościowe, lotniczo-wyścigowe, przygodowe, mieszane i flat bar. Marki znajdujące się w magazynie to Cervelo, Genesis, Specialized, Whyte, Giant i Liv.

### Elektryczne rowery szosowe
Od sezonu 2019/2020, teraz również posiadają w ofercie Elektryczne rowery szosowe firmy Whyte i Specialized.

### Rowery górskie
Zarówno z pełnym zawieszeniem, jak i z twardym ogonem dostępne są od takich marek jak Specialized, Whyte, Giant i Liv.

#### Elektryczne rowery górskie
ERG stają się coraz bardziej popularne, a ich asortyment jest dostępny online i w sklepie, w tym Merida, Specialized, Whyte, Giant i Liv. Ceny zaczynają się od około 2.000 funtów i dostępne są opcje płatności miesięcznych.

### Rowery hybrydowe
Do dojazdów do pracy, codziennej jazdy i dla przyjemności, oferta rowerów hybrydowych - lub dojeżdżających do pracy - jest wszechstronna i obejmuje takie marki, jak Brompton, Kalkhoff, Specialized, Whyte i Ridgeback.

#### Rowery elektryczne hybrydowe
W różnych stylach dostępne są hybrydy elektryczne takich marek jak Brompton, Whyte, Specialized i Kalkhoff.

### Rowery elektryczne Cargo
Nowość na sezon 2019/2020, a ich oferta obejmuje zarówno tradycyjne, ładowane z przodu rowery e-cargo firmy Riese & Muller, jak i kompaktowe rowery e-cargo firmy Tern.

### Rowery dziecięce
Wiodąca marka rowerów dziecięcych Frog Bikes, jak również Ridgeback, Giant i Whyte tworzą ofertę rowerów dziecięcych. W okresie poprzedzającym święta Bożego Narodzenia, prowadzony jest system kaucji w wysokości 10 funtów na wszystkie rowery dziecięce, co pozwala klientom na zarezerwowanie roweru i bezpłatne przechowywanie go aż do świąt, ale bez konieczności płacenia od razu.